# Shambhala (film)
Shambhala è un film del 2024 scritto e diretto da Min Bahadur Bham.

## Trama
Pema vive in un villaggio sull'Himalaya nepalese, che pratica la poliandria ed è sposata con Tashi e i suoi due fratelli. Quando Tashi sparisce durante un viaggio d'affari a Lhasa, Pema si mette sulle sue tracce.

## Produzione
Il film è stato girato nella regione del Dolpo, tra il Nepal e il Tibet.

## Promozione
Una prima clip del film è stata pubblicata il 22 febbraio 2024.

## Distribuzione
Il film è stato presentato in concorso alla 74ª edizione del Festival internazionale del cinema di Berlino il 23 febbraio 2024.

## Riconoscimenti
- 2024 – Festival internazionale del cinema di Berlino[4]
  - In concorso per l'Orso d'oro